# Toca (Boyacá)

Localização de Toca no departamento de Boyacá.

Toca é um município no departamento de Boyacá, na Colômbia.